# Kachna proužkovaná
Kachna proužkovaná (Anas superciliosa) je druh kachny z rodu Anas, která se vyskytuje v oblasti Indonésie, Nové Guineje, Austrálie, Nového Zélandu a oblastí jihozápadního Tichomoří až ke Karolínským ostrovům na severu a Francouzské Polynésii na východě. Na Novém Zélandu dochází k velmi častému křížení kachen proužkovaných s kachnami divokými a původní, čistá forma novozélandské populace kachen proužkovaných je možná už zcela vyhynulá.
Jedná se o poměrně velkou kachnu s délkou těla kolem 55 cm. Samci váží kolem 1,1 kg, samice kolem 1 kg. Opeření je tmavě hnědé, jednotlivá pera mají světlé okraje. Od zobáku přes oko vede výrazný tmavě hnědý pruh na jinak světle hnědém obličeji. Ke hnízdění dochází od srpna do prosince. Samice klade 10–12 krémových vajec do hnízda v husté trávě nebo dutině stromu. Inkubaci dlouhou 26–28 dní i výchovu mláďat obstarává pouze samice. Káčata se živí hlavně vodními bezobratlými živočichy, dospělci pojídají převážně vodní rostliny.

## Systematika
Kachnu poprvé popsal německý přírodovědec Johann Friedrich Gmelin v roce 1789, který nově popsaný druh pojmenoval jako Anas leucophrys.
Rozeznávají se 2 poddruhy:
- A. s. superciliosa Gmelin, JF, 1789 – vyskytuje se na Jávě, Sulawesi, Západní Nové Guineji, západní Austrálii, Tasmánii a na Novém Zélandu (tam je čistá firma kachny patrně vyhynulá a všechny tamější kachny jsou kříženci).
- A. s. pelewensis Hartlaub & Finsch, 1872 – severní a střední Nová Guinea, od Šalomonouvých ostrovů po Společenské ostrovy a východní Polynésii.

## Popis

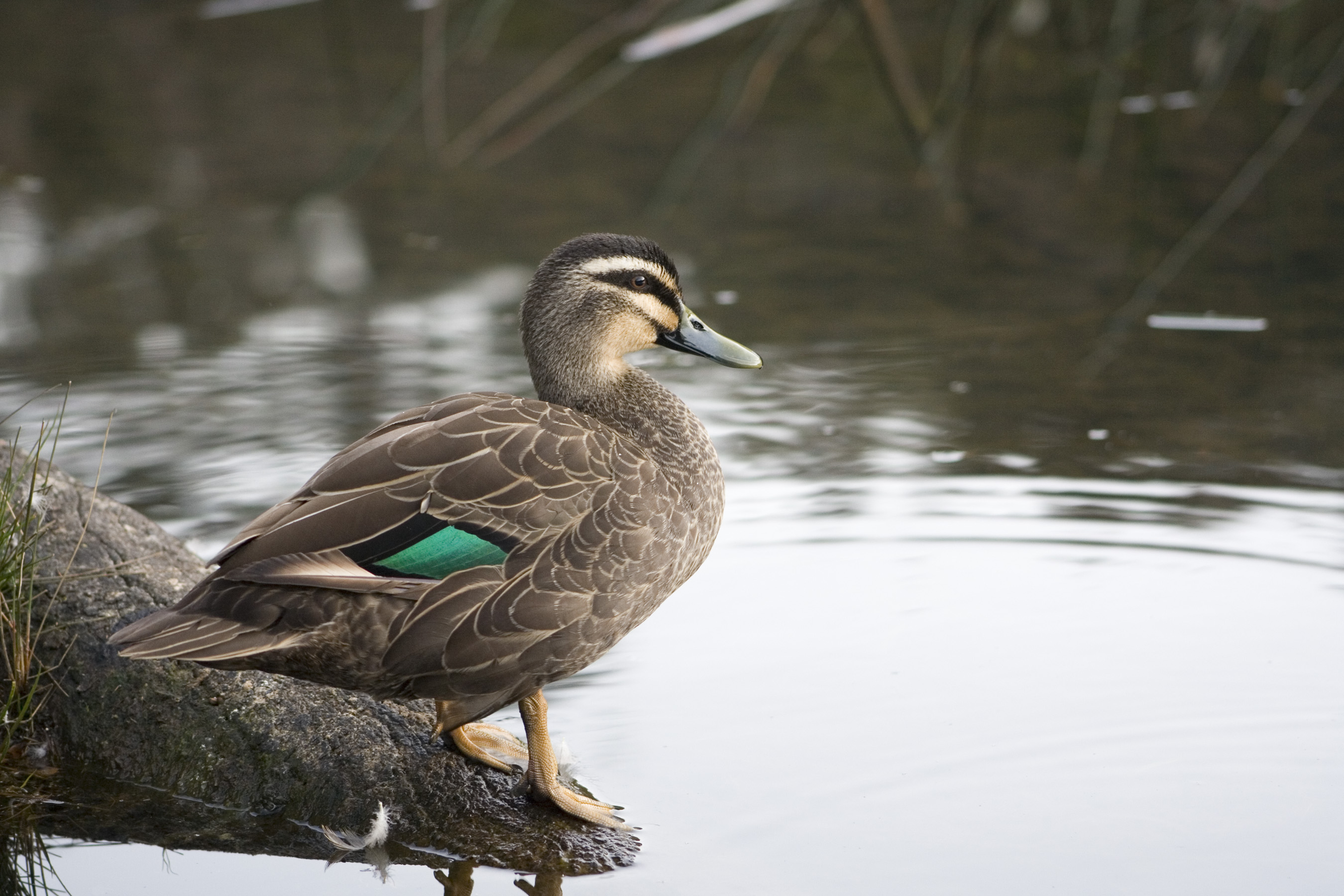
Kachna proužkovaná s typickými rozeznávacími znaky – viditelným pruhováním přes obličej a zeleným zrcátkem s černými okraji

Jedná se o poměrně velkou kachnu s délkou těla kolem 55 cm. Samci váží kolem 1,1 kg, samice kolem 1 kg.
Kachna má převážně tmavě hnědé opeření. Jednotlivá pera mají světlé okraje. Korunka hlavy je tmavě hnědá až černá a obličej krémově světlý s dvěma jasnými příčnými tmavými pruhy na každé straně. Pruhy vedou od bočních stran kořene zobáku přes oko až k zadní straně hlavy, kde splývají s tmavou korunkou. Další dva pruhy vedou o něco níže, od nižších spodin kořene zobáku přes spodní stranu obličeje. Na letkách se nachází viditelné zelené iridiscentní zabarvení zvané speculum neboli zrcátko, které je ohraničeno černým lemem, a spodní strana zrcátka při konci letek má bílý okraj. Spodní strana křídel je převážně bílá. Zobák je šedý, nohy zelenohnědé, duhovky tmavě hnědé.
Kachny proužkované vzhledem připomínají samici kachny divoké. Kachny proužkované však mívají tmavší opeření s jasně viditelnými podélnými pruhy přes obličej. U hybridů (kachna divoká × kachna proužkovaná) může být podobnost čistým formám kachen proužkovaných natolik blízká, že v terénu jsou prakticky k nerozeznání a je potřeba důkladná prohlídka klíčových rozlišovacích znaků, především zrcátka.

## Biologie

### Chování
Většinou se vyskytuje v páru nebo v malých hejnech. Kachny proužkované se často mísí s jinými místními druhy kachen. Většinou se mají na pozoru před lidmi, avšak v lidmi pozměněném habitatu, jako jsou městské rybníky, jsou kachny poměrně krotké. Zatímco většina populace žije usedavým životem, část populace může migrovat, např. mezi Novým Zélandem a Austrálií.
Samice se projevují hlasitým kdákáním, samci vydávají o něco méně pronikavé zvuky. Vokální projevy obou pohlaví jsou velmi podobné kachnám divokým.

### Hnízdění

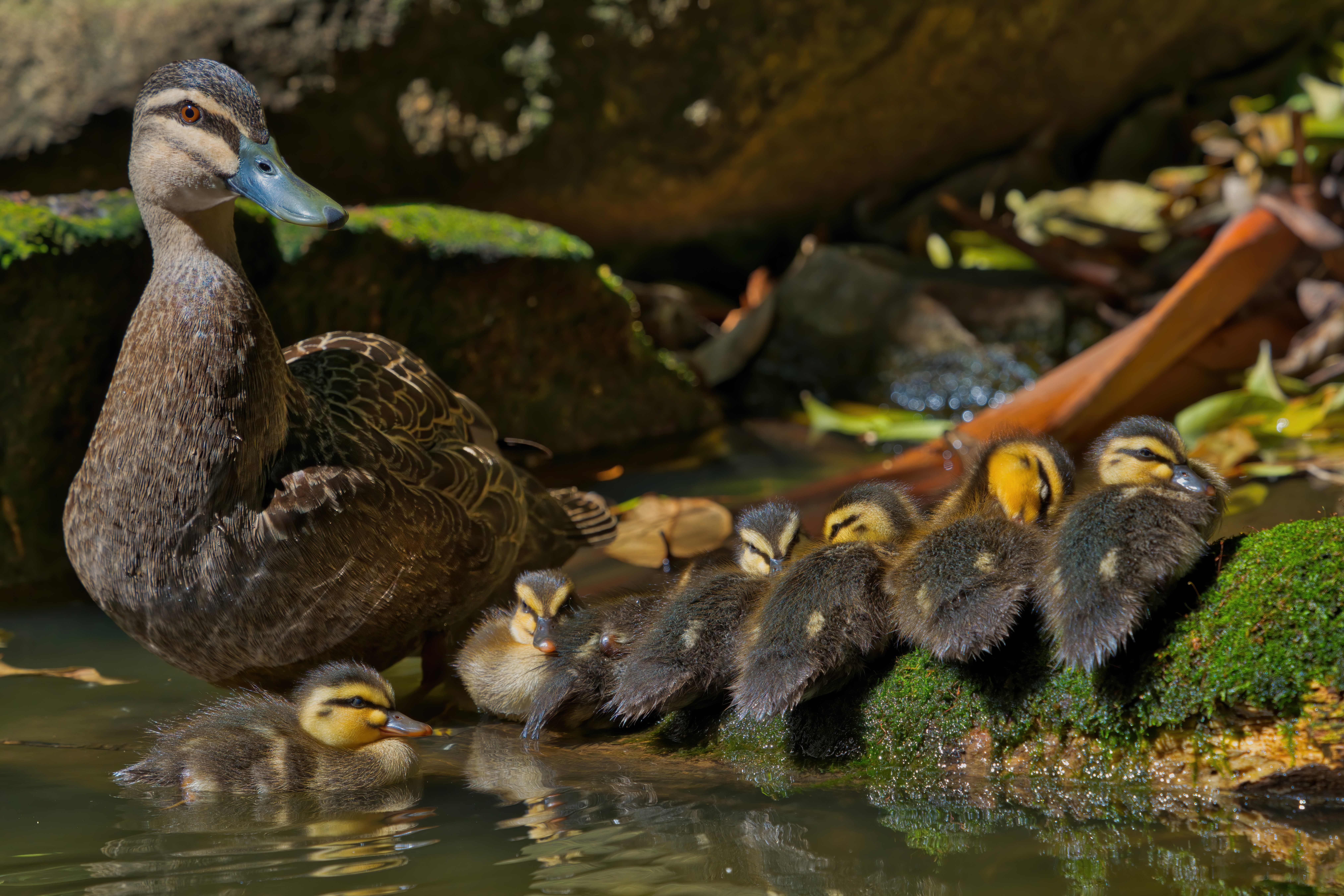
Kachna proužkovaná s mláďaty

K rozmnožování dochází od června do září, kdy bývají hladiny vodních toků plné vody s dostatečným množstvím potravy. Kachny se shromáždí na vodní ploše nebo těsně u ní, kde samci začnou s námluvami, které zahrnují řadu ritualizovaných póz a pohybů. Samice podněcují namlouvací chování samců nápadným čištěním peří, houpavými pohyby i výrazným mácháním křídel. Samice dávají samcům najevo svůj zájem těsným následováním samců při jejich divokých letech kolem. Po utvoření páru stráví dvojice kolem dvou až tří týdnů hledáním vhodného hnízdiště, které bývá dále od vody v dutinách stromů nebo v husté trávě či rákosí pokud možno s horním, alespoň částečným zakrytím. Po vybrání hnízda si pár ustanoví teritorium, které však nebývá přímo u hnízda, ale v oblasti s dostatkem potravy, což může být i několik kilometrů daleko. Tam stráví několik dalších týdnů až měsíců, během kterého samec brání samici před ostatními samci. Poté samice za doprovodu samce začne zalétávat brzy ráno do hnízda, kde naklade jedno vejce, načež se za doprovodu samce vrátí zpět na své teritorium, kde se intenzivně vykrmuje. Samice klade nejčastěji 10–12 krémových vajec. Vejce má rozměr 58×41 mm, váží 60 g. K první snůšce dochází od konce srpna do listopadu, k druhým či náhradním snůškám dochází až do prosince.

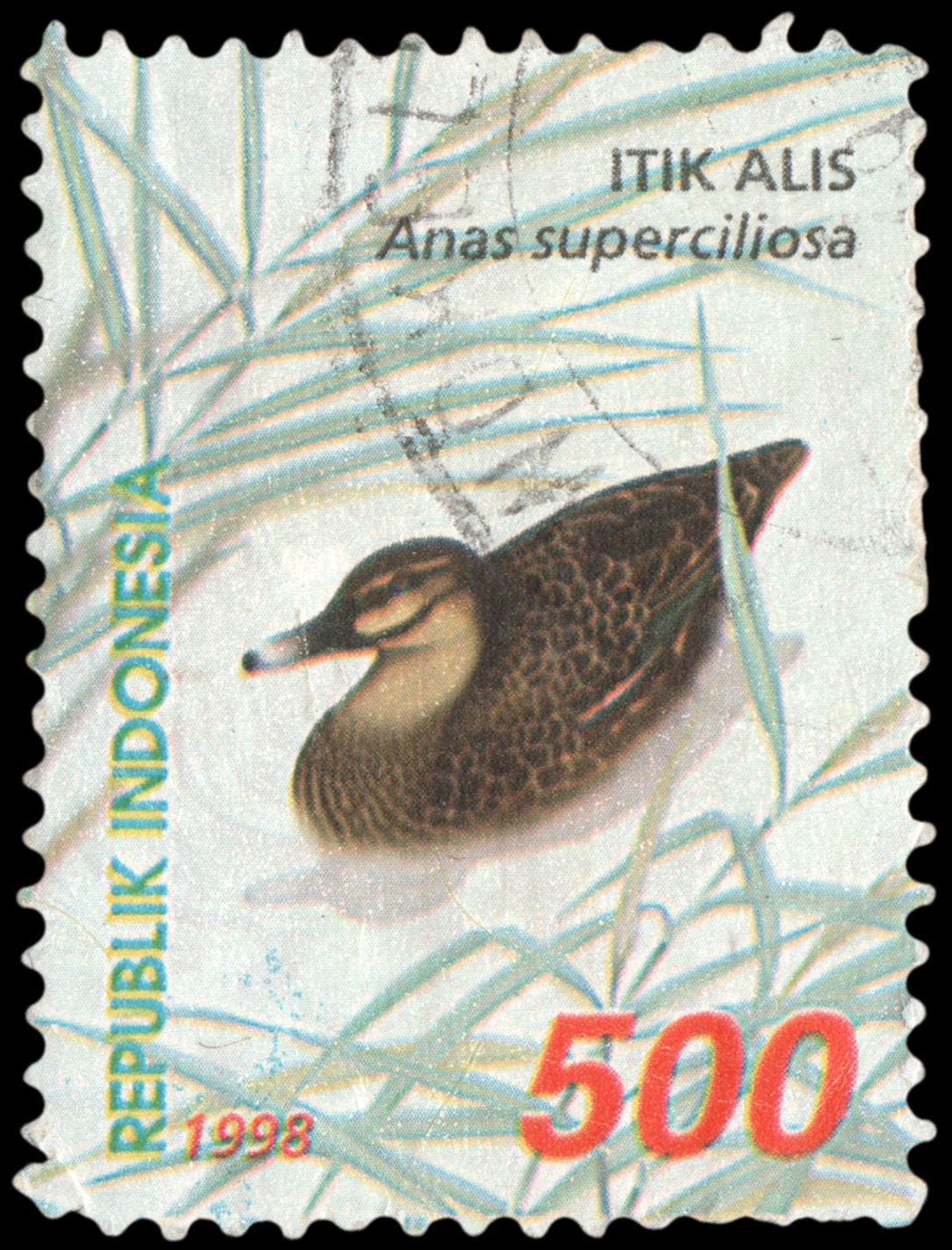
Indonéská známka z roku 1998 s vyobrazením kachny proužkované

Po nakladení posledního vejce ze snůšky zůstává samice trvale na hnízdě, aby inkubovala vejce. Inkubaci přerušuje jen krátce dvakrát denně za účelem rychlého krmení. Samec stráží teritorium, avšak po prvním cca týdnu od počátku inkubace ztratí o samici zájem a začne se poohlížet po jiné volné samici. Inkubace trvá kolem 26–28 dní. Vysoce prekociální a nidifugní mláďata samice vyvádí z hnízda na vodu za krmením již několik hodin po narození. Samice své potomky zahřívá po další 3 týdny, po 10 týdnech dochází k úplnému osamostatnění. Sourozenci mohou zůstat v menším hejnu další týden, načež dochází k jejich disperzi.
Káčata se mohou pářit již v prvním roce života, nicméně kolem 65 % káčat umírá ještě před prvním pářením. Může se dožít až 20 let, i když např. na Novém Zélandu je následkem lovu průměrná délka dožití kachen proužkovaných či jejich kříženců pouhých 21 měsíců.

### Potrava
Dospělé kachny proužkované se živí převážně semeny a vodními rostlinami. Jídelníček doplňují malými korýši, měkkýši a vodním hmyzem. Potravu sbírají hlavně ve vodě tak, že ponoří hlavu a krk pod vodu, zatímco zadní část těla obrátí vzhůru. Jídlo občas nachází i na souši ve vlhké trávě. Mláďata pojídají hlavně bezobratlé živočichy, mj. vodní plže.

### Stanoviště
Vyskytuje se v celé řadě různých suchozemských i vodních habitatů. Vedle přírodních biotopů obývá i rybníky a říčky v zemědělské krajině. Nevyskytuje se v hluboké vodě, kde se špatně hledá potrava. Na Novém Zélandu někdy obývá i alpská jezera.

## Rozšíření a ohrožení populace
Kachna je hojná v celé oblasti Australasie včetně malých ostrovů jihozápadního Tichomoří jako je Vanuatu, Tonga, Samoa, Šalomounovy ostrovy, Fidži nebo Nová Guinea. V Austrálii se vyskytuje takřka všude kromě těch nejsušších oblastí outbacku ve středozápadní části země. Jedná se o jednu z nejpočetnějších a nejrozšířenějších australských kachen, často se vyskytuje ve stejném habitatu jako čírka kaštanová.

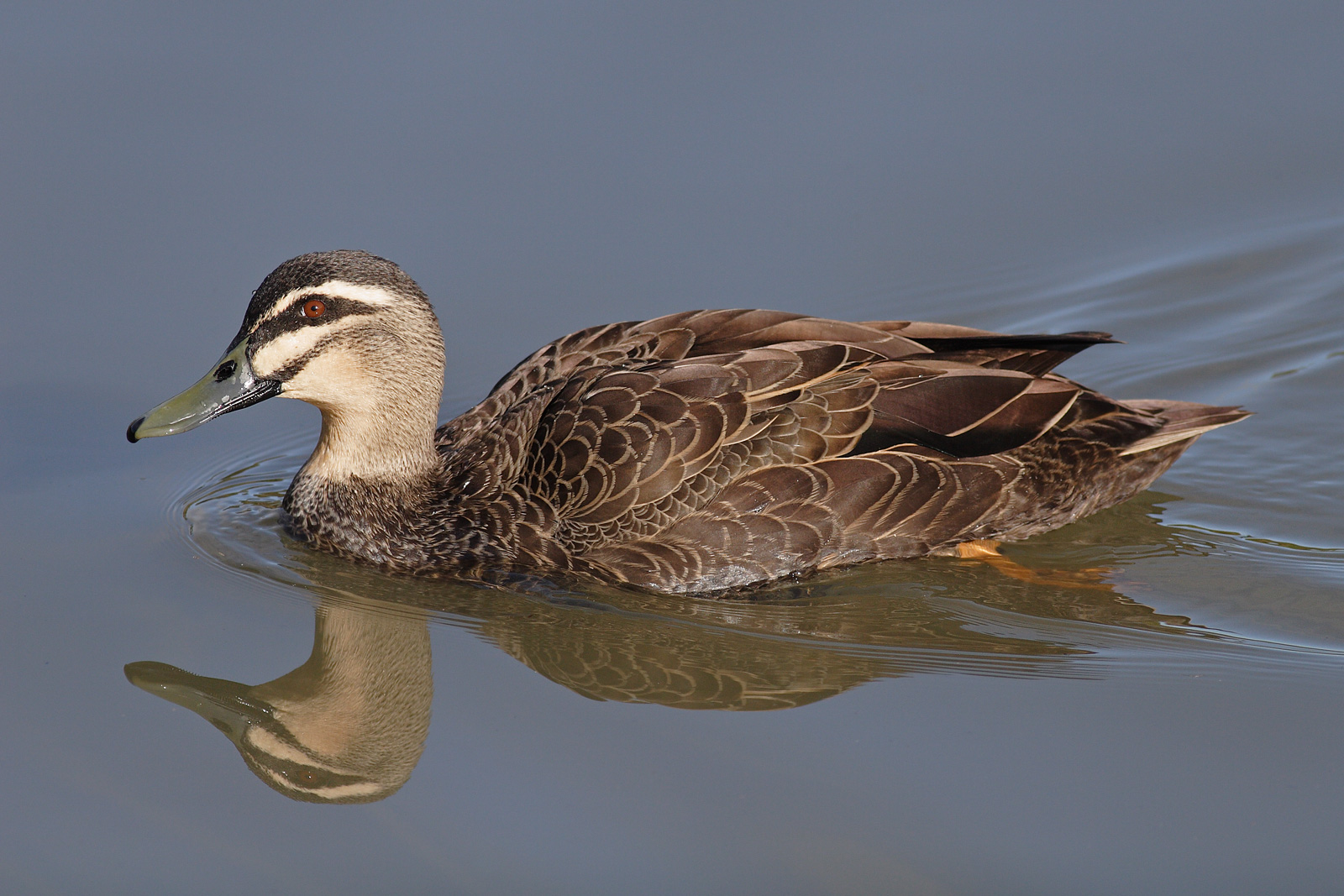
Hybrid kachny proužkované × kachny divoké

Na Novém Zélandu byla kachna až do lidského osídlení hojná na obou hlavních i subantarktických ostrovech. Postupně se stala vzácnou, vymizela ze subantarktických ostrovů a na Chathamských ostrovech se vyskytuje jen zcela výjimečně. Koncem 19. století byly na Nový Zéland introdukovány kachny divoké, které se započaly křížit s novozélandskou populací kachen proužkovaných. Ještě v roce 1970 byla populace kachen proužkovaných odhadována na 1,5 milionu jedinců, avšak s prudce narůstající populací kachen divokých docházelo k exponenciálnímu nárůstu kříženců, který vedl k dramatickému poklesu populací nehybridních kachen proužkovaných. K roku 1981 byla populace novozélandských kachen proužkovaných odhadována na 1,2 milionu kusů, v 90. letech se jednalo už pouze o stovky tisíc jedinců. Počátkem 20. let 20. století je novozélandská populace na mnoha místech, ne-li úplně všude vyhynulá, resp. nahrazená hybridy.
Odhady celkové populace kachen proužkovaných mají široký rozptyl, a sice od 180 000 po 1 200 000 kachen (odhad k roku 2006). I když je populace na ústupu, IUCN hodnotí druh jako málo dotčený. Vedle hybridizace trpí populace kachen proužkovaných i úbytkem vhodných stanovišť a lovem.